# Cosimo Ridolfi

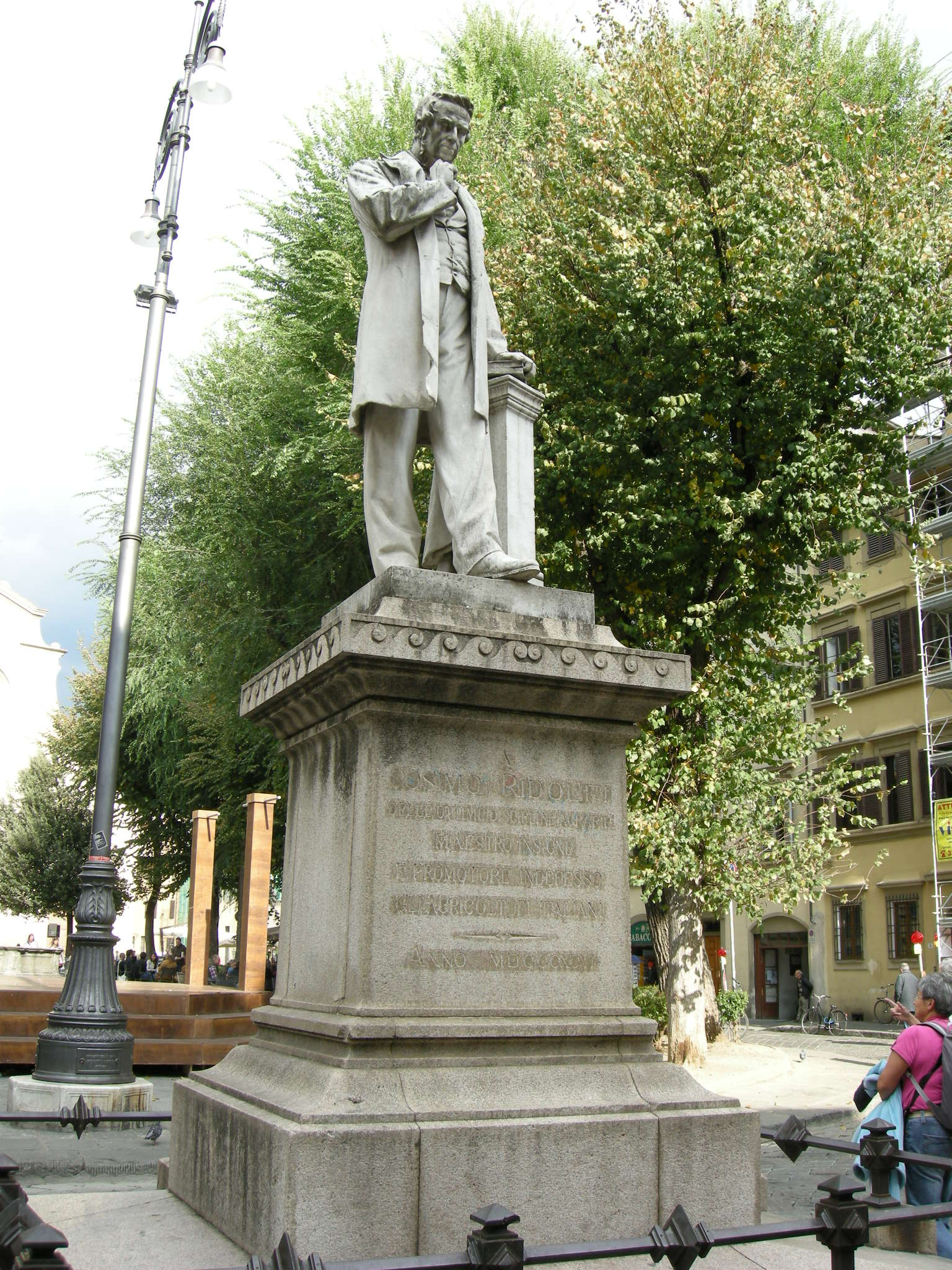
Statue de Cosimo Ridolfi, à Florence par Raffaello Romanelli

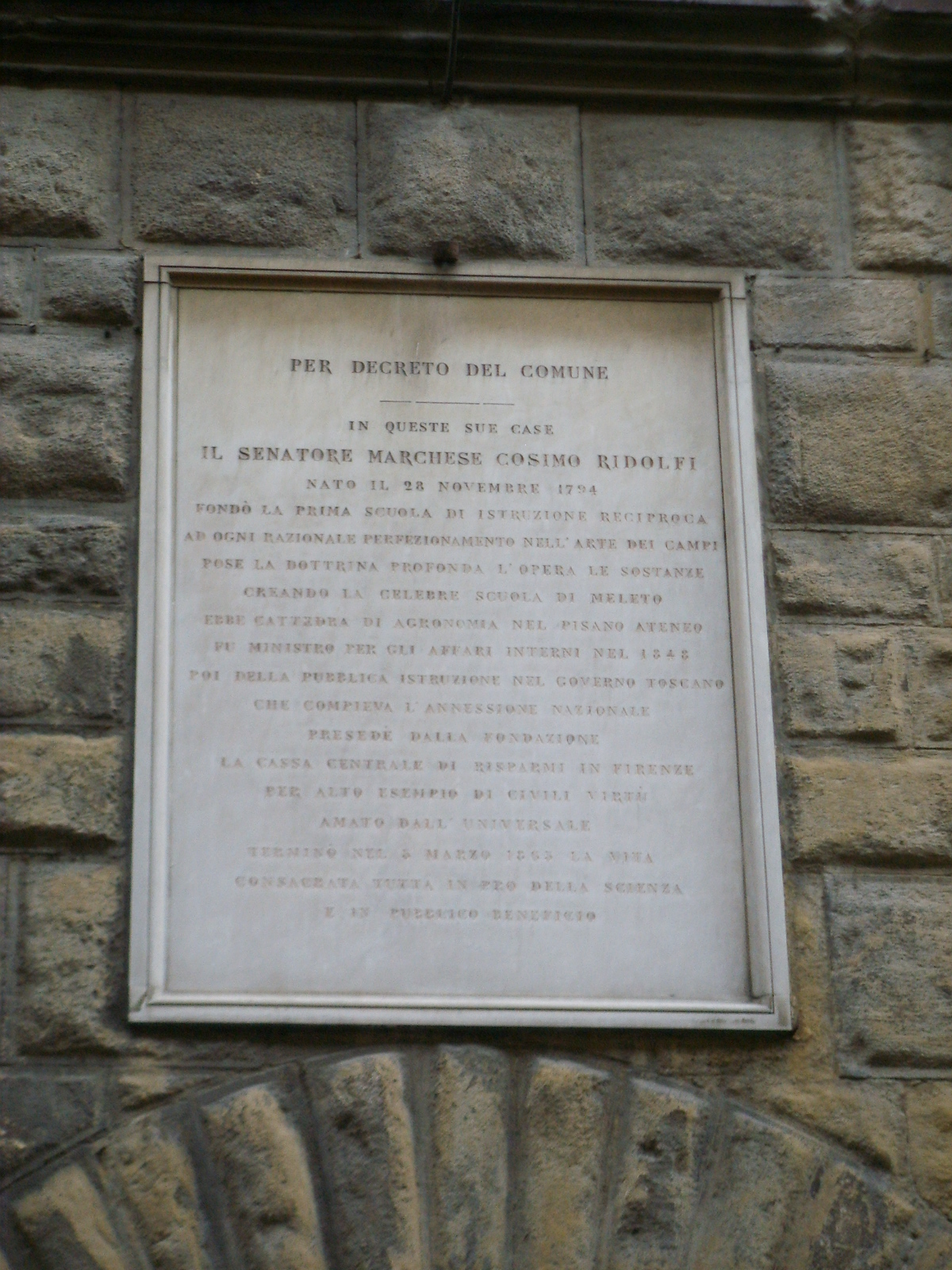
Plaque sur le palazzo di Cosimo Ridolfi

Cosimo Ridolfi (Florence, grand-duché de Toscane, 28 novembre 1794 – Florence, royaume d' Italie, 5 mars 1865) était un agronome, un homme d'État, un patriote du Risorgimento et un philanthrope italien du XIXe siècle, célèbre pour avoir créé le premier Institut agricole en Italie, devenue ensuite l'Accademia dei Georgofili.

## Biographie
Marquis, Cosimo Ridolfi naît au sein d'une noble famille florentine et, parmi ses activités, d'abord sous le grand-duché de Toscane ensuite dans le royaume d'Italie, il s'adonne à des recherches d'agronomie, qui se déroulèrent sur ses propres terres, dans sa ferme de Meleto dans la Valdelsa, qui aboutiront à la création du premier Institut agricole en Italie (ensuite Accademia dei Georgofili ).

## Actions scientifiques
En 1850, sur le mur postérieur de la loggia dei Lanzi, le marquis Cosimo Ridolfi, alors ministre de l'Éducation, fait poser un thermomètre et un baromètre sur deux disques en marbre avec les inscriptions nécessaires pour communiquer au peuple de Florence, les mesures scientifiques constatées. Leur réalisation est confiée au père Filippo Cecchi, physicien et météorologue et au directeur de la Specola Astronomique Fiorentina, le père Giovanni Antonelli. N'étant plus dans le ton artistique de la loggia, ils se trouvent aujourd'hui sur un panneau du musée de l'Histoire de la science avec une plaque qui en rappelle les origines et l'histoire.

## Actions politiques
Avec ses amis Giovan Pietro Vieusseux (entrepreneur protestant d’origine suisse), Gino Capponi et Raffaello Lambruschini, Cosimo Ridolfi organise l’opposition libérale toscane et fonde à Florence L’Antologia qui cherche à diffuser les idées progressistes parmi l’opinion publique. Leur première préoccupation est l’agriculture, qu’il faut moderniser par des réformes économiques.
Dans cet esprit et pour diffuser ses recherches, il crée en 1827 la Giornale Agrario della Toscana  avec Vieusseux  et Lambruschini, et favorise l'épargne pour l'agronomie en créant en 1828  la Cassa di risparmio pour l'agriculture, qui est devenue ensuite  la Cassa di Risparmio di Firenze S.p.a.

## Hommages
- Une statue due au sculpteur Raffaello Romanelli dans Florence.
- Une plaque commémorative sur le Palazzo di Cosimo Ridolfi de la famille, rappelle ses actions.

## Sources
- (it) Cet article est partiellement ou en totalité issu de l’article de Wikipédia en italien intitulé « Cosimo Ridolfi » (voir la liste des auteurs).